# Tor-Erik Rautio
Tor-Erik Rautio, född 17 juni 1945 i Parakka, Jukkasjärvi socken, död 20 mars 2024, var en svensk trumslagare och en av medlemmarna i rock- och dansbandet Shanes, som bildades 1963.
Tor-Erik var far till ishockeymålvakten David Rautio.